# Perithemis thais
Perithemis thais är en trollsländeart som beskrevs av Kirby 1889. Perithemis thais ingår i släktet Perithemis och familjen segeltrollsländor. Inga underarter finns listade i Catalogue of Life.